# Пелин
 Тази статия е за растението.  За селото в Южна България вижте Пелин (село).  
Пелин (Artemisia) е голям и разнообразен род двусемеделни растения с около 182 вида, принадлежащ към семейството на маргаритката, Сложноцветни (Asteraceae). Включва издръжливи треви и полухрасти, известни с етеричните си масла. Те растат в областите с умерен климат в Северното полукълбо, обикновено в сухи и полусухи хабитати. Папратовидните листа на много видове са покрити с бели власинки.
Родът съдържа много добре известни видове като див пелин, тарос (естрагон) и божо дръвче (катриника). Ароматните листа на много видове са лечебни, някои се използват за подправка, а други са важни пасищни култури. Всички типове пелин имат изключително горчив вкус.
Обикновеният пелин (Artemisia absinthium), съдържащ туйон, се използва за приготвяне на абсент.
Някои пелини са градински декоративни растения, като тези, които са с по-дребни листа, се използват за подстригани бордюри. Всички пелини са най-издръжливите в свободно-отводняваща се пясъчна почва, ненаторени и напълно изложени на слънце.
Някои видове пелин се използват за храна от ларвите на няколко вида Lepidoptera.

## Употреба
Обикновеният пелин е използван за отблъскване на бълхи и молци, както и за овкусяване на бира и вино. Аперитивът „вермут“ (от немското „Wermut“ – пелин) е вино, овкусено с ароматични билки, но първоначално с пелин. Използва се в медицината като тонизиращо, стомашно, антипиретично и противоглистно средство. Произлиза от Европа и Сибир, а сега е широко разпространено и в САЩ.
Artemisia arborescens L. (дървесен пелин, или шиба на арабски) е много горчива билка, произлизаща от Близкия изток, която се използва за чай, обикновено с мента.
Поради горчивината на всички части на растенията, те са използвани от дойките за отбиване на кърмачетата. 
„Горчив като пелин“ е често употребяван израз. Шекспир също споменава пелина в Хамлет.

### Културни асоциации
Пелинът (апсинтос в гръцкия текст) е „името на звездата“ в Откровение на свети Йоан (8:11) (каи то онома ту астерос легетаи хо Апсинтос) за която Йоан Богослов има видение, че е хвърлена от ангела и пада във водата, правейки я непоносимо горчива. Освен в Откровението на Йоан, в Библията има още осем други споменавания, което говори, че пелинът е бил често срещан в района и че неприятният му вкус е бил познат под формата на напитка, използвана за определени нужди.
Някои автори мислят, че Чернобил се превежда като „пелин“ в горния смисъл на „Апсинтос“ от Артемисия абсинтум (обикновен пелин). Всъщност верният превод е „див пелин“ (Artemisia vulgaris), понякога наричан „обикновен пелин“. (Виж Чернобил#Топонимия.)
В руската култура, поради факта, че различните видове пелин се използват често като лечебни растения и техният горчив вкус се свързва с лечебните им въздействия, пелинът се разглежда като символ на „горчивата истина“, която трябва да бъде приета от заблудения (често самозаблудил се) човек. Този символ е придобил особена острота в съвременната руска поезия, в която често се среща темата за загубата на илюзорни вярвания в различни идеологии.

## Видове
- Artemisia abrotanum – божо дръвче, катриника
- Artemisia absinthium – обикновен пелин, бял пелин
- Artemisia adamsii
- Artemisia afra
- Artemisia alaskana
- Artemisia alba
- Artemisia alcockii
- Artemisia aleutica
- Artemisia amoena
- Artemisia annua – едногодишен пелин
- Artemisia araxina
- Artemisia arbuscula
- Artemisia arctica
- Artemisia arctisibirica
- Artemisia arenaria
- Artemisia arenicola
- Artemisia argentea
- Artemisia argyi
- Artemisia argyrophylla
- Artemisia armeniaca
- Artemisia aromatica
- Artemisia aschurbajewii
- Artemisia australis
- Artemisia austriaca
- Artemisia avarica
- Artemisia badhysi
- Artemisia balchanorum
- Artemisia baldshuanica
- Artemisia bargusinensis
- Artemisia bejdemaniae
- Artemisia biennis
- Artemisia bigelovii
- Artemisia borealis
- Artemisia borotalensis
- Artemisia bottnica
- Artemisia caespitosa
- Artemisia californica
- Artemisia camelorum
- Artemisia campestris
- Artemisia cana
- Artemisia canadensis
- Artemisia capillaris
- Artemisia carruthii
- Artemisia caucasica
- Artemisia chamaemelifolia
- Artemisia cina
- Artemisia ciniformis
- Artemisia coarctata
- Artemisia commutata
- Artemisia compacta
- Artemisia cuspidata
- Artemisia czukavinae
- Artemisia daghestanica
- Artemisia demissa
- Artemisia depauperata
- Artemisia deserti
- Artemisia desertorum
- Artemisia diffusa
- Artemisia dimoana
- Artemisia dolosa
- Artemisia douglasiana
- Artemisia dracunculus – тарос, естрагон
- Artemisia dubia
- Artemisia dubjanskyana
- Artemisia dumosa
- Artemisia elongata
- Artemisia eremophila
- Artemisia feddei
- Artemisia fedtschenkoana
- Artemisia ferganensis
- Artemisia filifolia
- Artemisia flava
- Artemisia franserioides
- Artemisia freyniana
- Artemisia frigida
- Artemisia fulvella
- Artemisia furcata
- Artemisia galinae
- Artemisia glabella
- Artemisia glacialis
- Artemisia glanduligera
- Artemisia glauca
- Artemisia glaucina
- Artemisia globosa
- Artemisia globularia
- Artemisia glomerata
- Artemisia gmelinii
- Artemisia gnaphalodes
- Artemisia gorjaevii
- Artemisia gracilescens
- Artemisia gurganica
- Artemisia gypsacea
- Artemisia halodendron
- Artemisia halophila
- Artemisia heptapotamica
- Artemisia hippolyti
- Artemisia hololeuca
- Artemisia hulteniana
- Artemisia incana
- Artemisia insulana
- Artemisia insularis
- Artemisia integrifolia
- Artemisia issykkulensis
- Artemisia jacutica
- Artemisia japonica
- Artemisia juncea
- Artemisia karatavica
- Artemisia karavajevii
- Artemisia kaschgarica
- Artemisia kauaiensis
- Artemisia keiskeana
- Artemisia kelleri
- Artemisia kemrudica
- Artemisia knorringiana
- Artemisia kochiiformis
- Artemisia koidzumii
- Artemisia kopetdaghensis
- Artemisia korovinii
- Artemisia korshinskyi
- Artemisia krushiana
- Artemisia kulbadica
- Artemisia kuschakewiczii
- Artemisia laciniata
- Artemisia laciniatiformis
- Artimisia lactiflora
- Artemisia lagocephala
- Artemisia lagopus
- Artemisia latifolia
- Artemisia ledebouriana
- Artemisia lehmanniana
- Artemisia leontopodioides
- Artemisia lessingiana
- Artemisia leucodes
- Artemisia leucophylla
- Artemisia leucotricha
- Artemisia lindleyana
- Artemisia lipskyi
- Artemisia littoricola
- Artemisia longifolia
- Artemisia ludoviciana
- Artemisia macilenta
- Artemisia macrantha
- Artemisia macrobotrys
- Artemisia macrocephala
- Artemisia macrorhiza
- Artemisia maracandica
- Artemisia maritima – морски пелин
- Artemisia marschalliana
- Artemisia martjanovii
- Artemisia mauiensis
- Artemisia maximovicziana
- Artemisia medioxima
- Artemisia messerschmidtiana
- Artemisia michauxiana
- Artemisia mogoltavica
- Artemisia mongolica
- Artemisia mongolorum
- Artemisia montana
- Artemisia mucronulata
- Artemisia multisecta
- Artemisia namanganica
- Artemisia nesiotica
- Artemisia nigricans
- Artemisia norvegica
- Artemisia nova
- Artemisia obscura
- Artemisia obtusiloba
- Artemisia oelandica
- Artemisia olchonensis
- Artemisia oliveriana
- Artemisia opulenta
- Artemisia packardiae
- Artemisia pallasiana
- Artemisia palmeri
- Artemisia palustris
- Artemisia pannosa
- Artemisia papposa
- Artemisia parryi
- Artemisia pattersonii
- Artemisia pectinata
- Artemisia pedatifida
- Artemisia pedemontana
- Artemisia persica
- Artemisia pewzowii
- Artemisia phaeolepis
- Artemisia polysticha
- Artemisia pontica – понтийски пелин
- Artemisia porrecta
- Artemisia porteri
- Artemisia prasina
- Artemisia proceriformis
- Artemisia prolixa
- Artemisia punctigera
- Artemisia purshiana
- Artemisia pycnocephala
- Artemisia pycnorhiza
- Artemisia pygmaea
- Artemisia quinqueloba
- Artemisia remotiloba
- Artemisia rhodantha
- Artemisia rigida
- Artemisia rothrockii
- Artemisia rubripes
- Artemisia rupestris
- Artemisia rutifolia
- Artemisia saissanica
- Artemisia saitoana
- Artemisia salsoloides
- Artemisia samoiedorum
- Artemisia santolina
- Artemisia santolinifolia
- Artemisia santonica
- Artemisia saposhnikovii
- Artemisia schischkinii
- Artemisia schmidtiana
- Artemisia schrenkiana
- Artemisia scoparia
- Artemisia scopiformis
- Artemisia scopulorum
- Artemisia scotina
- Artemisia senjavinensis
- Artemisia selengensis
- Artemisia semiarida
- Artemisia senjavinensis
- Artemisia sericea
- Artemisia serotina
- Artemisia serrata
- Artemisia spinescens
- Artemisia sieversiana
- Artemisia skorniakowii
- Artemisia sogdiana
- Artemisia songarica
- Artemisia spicigera
- Artemisia splendens
- Artemisia stelleriana
- Artemisia stenocephala
- Artemisia stenophylla
- Artemisia stolonifera
- Artemisia subarctica
- Artemisia subchrysolepis
- Artemisia sublessingiana
- Artemisia subsalsa
- Artemisia subviscosa
- Artemisia succulenta
- Artemisia suksdorfii
- Artemisia sylvatica
- Artemisia szowitziana
- Artemisia tanacetifolia
- Artemisia taurica
- Artemisia tenuisecta
- Artemisia terrae-albae
- Artemisia tianschanica
- Artemisia tilesii
- Artemisia tomentella
- Artemisia tournefortiana
- Artemisia transbaicalensis
- Artemisia transiliensis
- Artemisia trautvetteriana
- Artemisia tridentata
- Artemisia triniana
- Artemisia tripartita
- Artemisia turanica
- Artemisia turcomanica
- Artemisia umbelliformis
- Artemisia unalaskensis
- Artemisia vachanica
- Artemisia valida
- Artemisia verlotiorum
- Artemisia viridis
- Artemisia vulgaris – див пелин